# Tour de Valònia

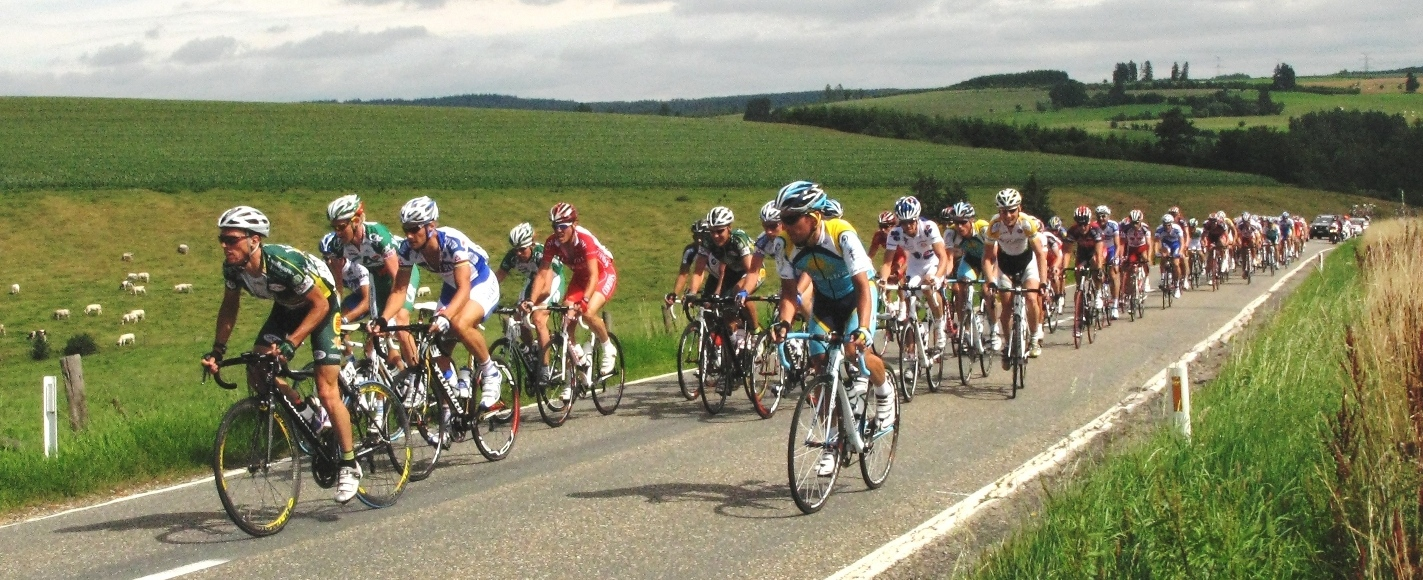
Tour de Valònia 2008

El Tour de Valònia (en francès Tour de Wallonie) és una cursa ciclista per etapes que es disputa anualment per les carreteres de Valònia, Bèlgica. La cursa forma part del calendari de l'UCI ProSeries, amb una categoria 2.Pro. Fins al 1995 la cursa va estar reservada a ciclistes amateurs.
La primera edició de la cursa es va disputar el 1974 i des d'aleshores s'ha disputat ininterrompudament fins a l'actualitat, tot i que la cursa ha canviat moltes vegades de nom. Els noms que ha dut la cursa han estat: Tour de l'Hainaut Occidental (1974,1977-1979, 1982 a 1989), Tres dies de Péruwelz (1975), Tour d'Hainaut (1976, 1990 a 1993), Quatre dies d'Hainaut Occidental (1980-1981), Tour de la Regió Valona (1994 a 2006) i Tour de Valònia (des de 2007).

## Palmarès
| Any                                            | Vencedor               | Segon                      | Tercer                  |
| ---------------------------------------------- | ---------------------- | -------------------------- | ----------------------- |
| ediciones amateur Tour de l'Hainaut Occidental |                        |                            |                         |
| 1974                                           | Luc Demets             | Patrick Lefevere           | Martin Balcaen          |
| Tres Dies de Péruwelz                          |                        |                            |                         |
| 1975                                           | Jean-Luc Vandenbroucke | Pol Verschuere             | Ferdinand Van Den Haute |
| Tour de l'Hainaut                              |                        |                            |                         |
| 1976                                           | Pierre Leurquin        | Dirk Heirweg               | Bernard Lecocq          |
| Tour de l'Hainaut Occidental                   |                        |                            |                         |
| 1977                                           | Alfons De Wolf         | Dirk Wayenberg             | Dirk Heirweg            |
| 1978                                           | Jo Maas                | Hughes Cosaert             | Egbert Koersen          |
| 1979                                           | Ronny Van Holen        | Mieczysław Nowicki         | Rudy Cottignies         |
| Quatre Dies de l'Hainaut Occidental            |                        |                            |                         |
| 1980                                           | Gerrit Van Gestel      | Marc Sergeant              | Jos Haex                |
| 1981                                           | Nico Emonds            | Eric Vanderaerden          | Marc Sergeant           |
| Tour de l'Hainaut Occidental                   |                        |                            |                         |
| 1982                                           | Eric Vanderaerden      | Viktor Schraner            | Michael Maue            |
| 1983                                           | Tadeusz Krawczyk       | Siegurt Muller             | Andrzej Serediuk        |
| 1984                                           | Mario Kummer           | Andrzej Serediuk           | Patrick Toelen          |
| 1985                                           | Uwe Ampler             | Peter Harings              | Eddy Schurer            |
| 1986                                           | Maurizio Fondriest     | Bruno Bruyere              | Christian Thary         |
| 1987                                           | Mario Kummer           | Olaf Ludwig                | Paul Curran             |
| 1988                                           | Joost Van Adrichem     | Patrick De Wael            | Harry Rozendal          |
| 1989                                           | Johan Verstrepen       | Peter Farazijn             | Dominique Chignoli      |
| Tour de l'Hainaut                              |                        |                            |                         |
| 1990                                           | Pascal Chanteur        | Gérard Picard              | Víktor Rjaksíniki       |
| 1991                                           | Abraham Olano Manzano  | Patrick Evenepoel          | Hervé Boussard          |
| 1992                                           | Lars Teutenberg        | Martin van Steen           | Vladimir Muravskis      |
| 1993                                           | Mauro Bettin           | Geert Van Bondt            | Wim Feys                |
| Tour de les Regions Valones                    |                        |                            |                         |
| 1994                                           | Joona Laukka           | Denis Francois             | Wim van de Meulenhof    |
| 1995                                           | Paolo Valoti           | Mario Aerts                | Thierry Marichal        |
| Tour de la Regió Valona                        |                        |                            |                         |
| 1996                                           | Thomas Fleischer       | Pascal Chanteur            | Maurizio Frizzo         |
| 1997                                           | Thierry Marichal       | Nico Mattan                | Rik Verbrugghe          |
| 1998                                           | Frank Vandenbroucke    | Thierry Marichal           | Ludo Dierckxsens        |
| 1999                                           | Mikael Kyneb           | Marc Streel                | Andrei Txmil            |
| 2000                                           | Axel Merckx            | Björn Leukemans            | Vincent Cali            |
| 2001                                           | Glenn D'Hollander      | Bert Roesems               | David Millar            |
| 2002                                           | Paolo Bettini          | Luca Paolini               | Daniele Nardello        |
| 2003                                           | Julian Dean            | Michele Bartoli            | Iaroslav Popòvitx       |
| 2004                                           | Gerben Löwik           | Bert De Waele              | Christophe Agnolutto    |
| 2005                                           | Luca Celli             | Olivier Kaisen             | Guido Trentin           |
| 2006                                           | Fabrizio Guidi         | Nico Sijmens               | Kurt Asle Arvesen       |
| Tour de Valònia                                |                        |                            |                         |
| 2007                                           | Borut Božič            | Frédéric Gabriel           | Pietro Caucchioli       |
| 2008                                           | Serguei Ivanov         | Greg Van Avermaet          | Paolo Bettini           |
| 2009                                           | Julien El Fares        | Pàvel Brut                 | Aleksandr Kólobnev      |
| 2010                                           | Russell Downing        | Marco Marcato              | Laurent Mangel          |
| 2011                                           | Greg Van Avermaet      | Joost van Leijen           | Ben Hermans             |
| 2012                                           | Giacomo Nizzolo        | Gianni Meersman            | Pim Ligthart            |
| 2013                                           | Greg Van Avermaet      | Anthony Geslin             | Aleksandr Kólobnev      |
| 2014                                           | Gianni Meersman        | Juan José Lobato del Valle | Silvan Dillier          |
| 2015                                           | Niki Terpstra          | Victor Campenaerts         | Serguei Lagutin         |
| 2016                                           | Dries Devenyns         | Gianni Meersman            | Viatxeslav Kuznetsov    |
| 2017                                           | Dylan Teuns            | Tosh Van der Sande         | Benjamin Thomas         |
| 2018                                           | Tim Wellens            | Quinten Hermans            | Pieter Serry            |
| 2019                                           | Loïc Vliegen           | Tosh Van der Sande         | Dries De Bondt          |
| 2020                                           | Arnaud Démare          | Greg Van Avermaet          | Amaury Capiot           |
| 2021                                           | Quinn Simmons          | Stan Dewulf                | Alexis Renard           |
| 2022                                           | Robert Stannard        | Loïc Vliegen               | Mattias Skjelmose       |
| 2023                                           | Filippo Ganna          | Joshua Tarling             | Brent Van Moer          |
| 2024                                           | Matteo Trentin         | Corbin Strong              | Alex Kirsch             |